# Rosularia semiensis
Rosularia semiensis là một loài thực vật có hoa trong họ Crassulaceae. Loài này được (J. Gay ex A. Richard) H. Ohba miêu tả khoa học đầu tiên năm 1978.